# 西暦1986
「西暦1986」（せいれきいちきゅうはちろく）は、1986年3月20日にトーラスレコードからリリースされた早見優の16枚目のシングル。

## 概要
表題曲「西暦1986」は「1986 "コカ・コーラ"」のCMイメージソングとして使用された。早見の楽曲が当CMソングに使用されるのは、1983年の「夏色のナンシー」以来3年ぶりとなる。デビュー曲「急いで!初恋」の作詞を手掛けた松本一起を起用しており、シングル表題曲としてはおよそ4年ぶりとなった。
本作よりジャケットにバーコードが入るようになり、早見が付けているイアリングに「1986」と印字されたバーコードを用いるという遊びが取り入れられている。

## 収録曲
（2曲とも）作詞: 松本一起 / 作曲: 佐藤健 / 編曲: 大村雅朗
1. 西暦1986［4:20］
2. クライマックス［4:33］

## 関連作品
- 『YŪ'S GOODS』
- 『コカ・コーラCMソング集 Super More』[6]